# 加泰罗尼亚理工大学
加泰隆尼亞理工大學，是位於西班牙加泰羅尼亞巴塞隆納的一所知名公立大學、歐洲頂尖理工科院校。加泰羅尼亞理工大學成立於1971年3月，由巴塞隆納高等工程學院、巴塞隆納高等建築學院和塔拉薩高等工程學院三所高等學院合併而成。位於西班牙加泰羅尼亞自治區，其大部分校區位於自治區首府巴塞隆納市。

## 歷史
加泰隆尼亞理工大學專注於科學，建築學和工程學的教學和研究，其起源可以追溯到十九世紀中葉創立的巴塞隆納高級工業工程技術學院。該校成立起初只有三個學院，分別是巴塞隆納高級工業工程技術學院（ETSEIB）、塔拉薩高級工程技術學院（ETSEIAT）和巴塞隆納高級建築技術學院（ETSAB），此外還有其它一些研究中心。
加泰羅尼亞理工大學是歐洲頂尖工業管理者高校聯盟（T.I.M.E.）、歐洲頂尖工科大學聯盟（UNITECH）、歐洲頂尖科技教育和研究大學聯盟（CLUSTER）、歐洲高級工程教育和研究學校協會 （CESAER）、拉丁美洲的校際發展中心（CINDA）等大學聯盟的成員。該校與二百七十多所各個國家的知名高校建立了合作關系，開展了密切的學術交流與科研合作。其中包含布魯塞爾自由大學、巴黎中央理工學院、維也納工業大學、柏林工業大學、慕尼黑工業大學、斯圖加特大學、國立雅典理工大學、布達佩斯科技經濟大學、聖彼得堡理工大學、伊斯坦堡理工大學、洛桑聯邦理工學院、馬德里理工大學、挪威科技大學、華沙理工大學、瑞典皇家理工學院、丹麥理工大學、捷克理工大學等各國頂尖學府。
加泰隆尼亞理工大學的分支機構分布於巴塞隆納、卡斯特爾德費爾斯、曼雷薩，聖庫加特-德爾巴列斯、塔拉薩、比利亞努埃瓦和赫爾特魯、伊瓜拉達和馬塔羅，坐落於巴塞隆納校區的院系所占大部分，例如：高級電信工程技術學院、道路、渠道和港口高級工程技術學院、資訊工程學院（以上位於城市北部）、高級建築技術學院、高級營建理工學院、高級工業工程技術學院、數學和統計學院和航海學院（位於巴塞隆納港口）等等。其次是塔拉薩校區，位於此校區的院系所有高級工業及工程及航天工程技術學院，眼科及驗光學學院，視覺及多媒體技術中心等。聖庫加特-德爾巴列斯校區則設有聖庫加特-德爾巴列斯高級建築技術學院。加泰隆尼亞理工大學與巴塞隆納大學(UB)、巴塞隆納自治大學(UAB)並列為加泰隆尼亞地區三大名校。
在2018年的CTWS萊頓大學排名中，加泰隆尼亞理工大學在電腦科學和數學領域發表的學術論文數量位居歐洲第一。在2018年路透社評選出的歐洲百所創新型的大學，該校位列其中。目前，UPC擁有超過3萬名學生和超過3000名教學與研究人員，70個本科項目，73個研究生項目和48個博士項目，其中有29個研究生項目和部分本科生項目為全英文授課。碩士生中約30%是外籍學生，博士生中約40%是外籍學生。學校有273個科研團隊，正處於研究階段的課題項目超過6000項，與各個國家共超過270所大學建立了合作關係。

## 世界大學工科排名
| 年份      | 工科排名 | 工科排名 | 工科排名 | 排名項目                                                                              |
| 年份      | 全球     | 歐洲     | 西班牙   | 排名項目                                                                              |
| --------- | -------- | -------- | -------- | ------------------------------------------------------------------------------------- |
| 2014      | 38       | 10       | 1        | US News 世界大學排名                                                                  |
| 2014      | 60       | 17       | 1        | QS世界大學排名                                                                        |
| 2014      | 前150    | -        | 1        | 上海交大ARWU世界大學學術排名                                                          |
| 2016      | 50-75    | 10-15    | 1        | 全球大學工程研究影響力排名 （Research Ranking of Global Universities in Engineering） |
| 2016      | 76-100   | 17-18    | 1        | 上海交大ARWU世界大學學術排名                                                          |
| 2016      | 46       | 10       | 1        | US News 世界大學排名                                                                  |
| 2017      | 53       | 12       | 1        | US News 世界大學排名                                                                  |
| 2017-2018 | 54       | 12       | 1        | URAP 世界大學學術成果排名                                                             |
| 2018      | 81       | 24       | 2        | QS 世界大學排名                                                                       |

## 世界大學總合排名
英國QS世界大學公布2014年創校未滿50年的全球前100名大學排名第43名；世界理工大學排名第67位；西班牙全國理工類排行第一名，歐洲前十名頂尖理工；2015年世界大學排名第299名，尤其以建築專業世界排名22名最佳、電腦科學、電子電機以及統計運籌皆於百大內。
| 年份 | 綜合排名      | 綜合排名 | 綜合排名 | 排名項目                            |
| 年份 | 全球/全區域   | 歐洲     | 西班牙   | 排名項目                            |
| ---- | ------------- | -------- | -------- | ----------------------------------- |
| 2013 | 11 / 理工類 1 | -        | 4        | 南歐-拉丁美洲地區大學排名           |
| 2014 | 337           | -        | 理工類 1 | QS世界大學排名                      |
| 2014 | 409           | -        | 理工類 1 | US News 世界大學排名                |
| 2014 | 37            | 8        | 1        | US News 世界大學排名 - 電腦科學排名 |
| 2019 | 275           | -        | 理工類 1 | QS世界大學排名                      |

## 外部連結
- 官方網站（页面存档备份，存于）